# Martin Helme
Martin Helme (Tallin, Unión Soviética, 24 de abril de 1976) es un político estonio, líder del Partido Popular Conservador (EKRE). Anteriormente fue ministro de Hacienda de 2019 a 2021.

## Puntos de vista políticos
Las opiniones de Helme han sido descritas como euroescépticas y populistas. Como una de las figuras clave de EKRE, Martin Helme aboga por el conservadurismo nacional. Se ha opuesto a la pertenencia de Estonia a la Unión Europea y al uso del euro como moneda. Ha afirmado que la inmigración está poniendo en peligro la soberanía de los estados europeos, incluida Estonia. Helme ha sido un crítico vocal del Pacto de Migración de la ONU.
Helme, entonces miembro de la junta de EKRE, causó controversia en 2013 por sus puntos de vista sobre la inmigración. Durante una entrevista televisiva sobre los disturbios en los suburbios socialmente segregados de Suecia, dijo que "Estonia no debería permitir que las cosas lleguen tan lejos como en Inglaterra, Francia y Suecia. Nuestra política de inmigración debe tener una regla simple: si (son) negros, muestren la puerta. Tan simple como eso. En primer lugar, no deberíamos permitir que surja este problema". La expresión estonia, "Kui on must, näita ust" rimado, ganando notoriedad generalizada y convirtiéndose en uno de los principales eslóganes relacionados con EKRE. En marzo de 2019, Helme se defendió diciendo que había hecho los comentarios en 2013 antes de ser político, pero se negó a condenarlos o retractarse, afirmando que siempre estaría en contra de la inmigración masiva.
En el área de los derechos civiles, Helme ha hecho campaña contra la aprobación de la Ley de Cohabitación en Estonia, que autorizaba a las parejas del mismo sexo a registrarse como parejas civiles. Más tarde hizo campaña para derogar la ley.